# SN 2010jc
SN 2010jc – supernowa typu II-P odkryta 29 października 2010 roku w galaktyce NGC 1033. W momencie odkrycia miała maksymalną jasność 18,20m.